# Eurobowl 2005
Navigation
Édition précédente Édition suivante
L'Eurobowl 2005 est la 19e édition de l'Eurobowl.
Elle sacre les Autrichiens des Vikings de Vienne.

## Clubs de l'édition 2005
| Équipe                     | Nationalité |
| -------------------------- | ----------- |
| Vikings de Vienne          | Autriche    |
| Raiders du Tyrol           | Autriche    |
| Pioners de L'Hospitalet    | Espagne     |
| Dracs de Badalona          | Espagne     |
| Lions de Bergame           | Italie      |
| Mean Machines de Stockholm | Suède       |
| Spartiates d'Amiens        | France      |
| Patriots de Moscou         | Russie      |

## Les éliminatoires

### Les matches
| Date     | Home     | Score   | Away         |
| -------- | -------- | ------- | ------------ |
| 23 avril | Badalona | 14 - 42 | Tyrol        |
| 14 mai   | Amiens   | 34 - 38 | Bergame      |
| 15 mai   | Vienne   | 57 - 16 | L'Hospitalet |
| 15 mai   | Moscou   | 19 - 24 | Stockholm    |
| 28 mai   | Tyrol    | 39 - 6  | Badalona     |
| 28 mai   | Bergame  | 35 - 6  | Amiens       |

### Classements
| Qualifié en demi-finales |

| Club                    | Vic. | Nuls | Déf. | Pts | Pts pour | Pts contre |
| ----------------------- | ---- | ---- | ---- | --- | -------- | ---------- |
| Vikings de Vienne       | 1    | 0    | 0    | 57  | 16       | +41        |
| Pioners de L'Hospitalet | 0    | 0    | 1    | 16  | 57       | -41        |

| Club              | Vic. | Nuls | Déf. | Pts | Pts pour | Pts contre |
| ----------------- | ---- | ---- | ---- | --- | -------- | ---------- |
| Raiders du Tyrol  | 2    | 0    | 0    | 81  | 20       | +61        |
| Dracs de Badalona | 0    | 0    | 2    | 20  | 81       | -61        |

| Club               | Vic. | Nuls | Déf. | Pts | Pts pour | Pts contre |
| ------------------ | ---- | ---- | ---- | --- | -------- | ---------- |
| MM Stockholm       | 1    | 0    | 1    | 24  | 19       | +5         |
| Patriots de Moscou | 1    | 0    | 1    | 19  | 24       | -5         |

| Club                | Vic. | Nuls | Déf. | Pts | Pts pour | Pts contre |
| ------------------- | ---- | ---- | ---- | --- | -------- | ---------- |
| Lions de Bergame    | 2    | 0    | 0    | 73  | 40       | +33        |
| Spartiates d'Amiens | 0    | 0    | 2    | 40  | 73       | -33        |

## Play-offs

### Demi-finales
| date         | Vainqueur         | Score   | Perdant                    |
| ------------ | ----------------- | ------- | -------------------------- |
| 19 juin 2005 | Vikings de Vienne | 49 - 21 | Raiders du Tyrol           |
| 19 juin 2005 | Lions de Bergame  | 42 - 27 | Mean Machines de Stockholm |

### Finale
| date                      | Vainqueur                  | Score  | Perdant                 |
| ------------------------- | -------------------------- | ------ | ----------------------- |
| 10 juillet 2005, à Vienne | Autriche Vikings de Vienne | 29 - 6 | Lions de Bergame Italie |